# Kanton Muret
Der Kanton Muret ist seit 1801 ein französischer Kanton im Arrondissement Muret im Département Haute-Garonne in der Region Okzitanien; sein Hauptort ist Muret.

## Gemeinden
Der Kanton besteht aus neun Gemeinden mit insgesamt 59.793 Einwohnern (Stand: 1. Januar 2022) auf einer Gesamtfläche von 146,54 km²:
| Gemeinde              | Einwohner 1. Januar 2022 | Fläche km² | Dichte Einw./km² | Code INSEE | Postleitzahl |
| --------------------- | ------------------------ | ---------- | ---------------- | ---------- | ------------ |
| Frouzins              | 9.808                    | 7,91       | 1.240            | 31203      | 31270        |
| Labastidette          | 2.946                    | 6,27       | 470              | 31253      | 31600        |
| Lamasquère            | 1.655                    | 6,11       | 271              | 31269      | 31600        |
| Lavernose-Lacasse     | 3.665                    | 17,83      | 206              | 31287      | 31410        |
| Le Fauga              | 2.509                    | 8,92       | 281              | 31181      | 31410        |
| Muret                 | 25.653                   | 57,84      | 444              | 31395      | 31600        |
| Saint-Clar-de-Rivière | 1.664                    | 10,07      | 165              | 31475      | 31600        |
| Saint-Hilaire         | 1.726                    | 6,33       | 273              | 31486      | 31410        |
| Seysses               | 10.167                   | 25,26      | 402              | 31547      | 31600        |
| Kanton Muret          | 59.793                   | 146,54     | 408              | 3109       | –            |

Bis zur landesweiten Neuordnung der französischen Kantone im März 2015 gehörten zum Kanton Muret die neun Gemeinden Frouzins, Labastidette, Lavernose-Lacasse, Le Fauga, Lherm, Muret, Saint-Clar-de-Rivière, Saint-Hilaire und Seysses. Sein Zuschnitt entsprach einer Fläche von 167,69 km2. Er besaß vor 2015 einen anderen INSEE-Code als heute, nämlich 3123.